# جیمی کری
جیمی کری (انگلیسی: Jamie Carey؛ زادهٔ ۱۲ مارس ۱۹۸۱) بازیکن بسکتبال، و سرمربی (بسکتبال) اهل ایالات متحده آمریکا است.